# Florence Engelbach
Florence Ada Engelbach née Neumegen, née le 9 juin 1872 à Jerez de la Frontera et morte le 27 février 1951 à Londres, est une peintre de portraits, de paysages et de fleurs.

## Biographie
Engelbach naît en Espagne, le 9 juin 1872, à Jerez de la Frontera, de parents anglais. 
Dans les années 1890, elle étudie à Londres à la Westminster School of Art et à la Slade School of Art avant de terminer ses études à Paris. 
Elle présente des œuvres à la Laing Art Gallery de Newcastle et au Salon de Paris. En 1901, elle a un tableau, sous son nom de jeune fille, à la Royal Academy de Londres. Elle fait partie de la colonie artistique d'Étaples. 
Elle reçoit une médaille de bronze lors d'une exposition du Women's International Art Club à Londres. 
En 1902, elle se marie et se retire d'une carrière d'art et d'exposition à plein temps pour se consacrer à sa famille puis retourne à la peinture à la fin des années 1920 et fait une exposition personnelle à la Beaux Arts Gallery en 1931. Elle continue d'exposer à la fois à l'Académie royale, au Salon de Paris, ainsi qu'avec l'Institut royal des peintres à l'huile et la Société nationale des peintres, sculpteurs et graveurs et devient membre des deux dernières sociétés,. Les galeries Goupil, Tooths et Lefevre participent à l'exposition de son travail,. À l'origine, elle est portraitiste, mais est devenue plus tard une peintre de fleurs et de paysages. Sa peinture Roses, des années 1930, est conservée dans la collection Tate. Une exposition commémorative a  lieu aux galeries de Leicester en 1951.
Elle meurt le 27 février 1951, à Londres.

## Œuvres dans les collections publiques
- Étaples, musée Quentovic d'Étaples : Buste de jeune fille, huile sur toile[5]